# (6191) Eades
(6191) Eades es un asteroide perteneciente al cinturón de asteroides, región del sistema solar que se encuentra entre las órbitas de Marte y Júpiter, descubierto el 22 de noviembre de 1989 por Brian G. W. Manning desde el Stakenbridge Observatory, Kidderminster, Reino Unido.

## Designación y nombre
El asteroide fue designado provisionalmente como 1989 WN1. Fue nombrado Eades en homenaje a George Eades, actualmente celebra su quincuagésimo año de membresía en la Asociación Astronómica Británica (AAB). Ingeniero estructural de profesión, construyó dos telescopios reflectores de 15 cm, incluidos los espejos y las lentes oculares. Como microscopista experto, también construyó un microscopio binocular de alta potencia, que incluye toda la óptica, excepto las lentes objetivas. Fue de gran ayuda para Brian G. W. Manning hace muchos años al presentarle al AAB y la literatura científica que finalmente llevó a un interés en la astrometría y el descubrimiento de (6191) y otros planetas menores.

## Características orbitales
Eades está situado a una distancia media del Sol de 2,994 ua, pudiendo alejarse hasta 3,353 ua y acercarse hasta 2,636 ua. Su excentricidad es 0,119 y la inclinación orbital 10,20 grados. Emplea 1893,12 días en completar una órbita alrededor del Sol.

## Características físicas
La magnitud absoluta de Eades es 12,7. 